# Dicranomyia (Dicranomyia) kernensis
Dicranomyia (Dicranomyia) kernensis is een tweevleugelige uit de familie steltmuggen (Limoniidae). De soort komt voor in het Nearctisch gebied.